# Serra do Cervo
A serra do Cervo é uma formação montanhosa dos estados de Minas Gerais e São Paulo, tendo no seu sopé o rio Cervo. Atingindo mais de 1.600 metros de altitude, localizando nela as cidades da região de Poços de Caldas. Esta formação faz parte do conjunto da serra da Mantiqueira.